# Bernhard Rumpe
Bernhard Rumpe (* 1967 in Abensberg) ist Professor für Informatik in Deutschland. Er forscht und lehrt an der RWTH Aachen als Leiter des Lehrstuhls Software Engineering. Seine Themen beinhalten die Anwendung von Modellen im Software und Systems Engineering, UML, SysML und Domänenspezifische Modellierungssprachen, Modellbasierte Digitale Zwillinge, Formale Methoden im Software und Systems Engineering, und Agile Methoden.

## Leben
Seine Schulzeit verbrachte Bernhard Rumpe ab 1973 an der Aventinus Grundschule Abensberg und von 1977 bis 1986 am Donau-Gymnasium Kelheim. Von 1987 bis 1992 studierte er Informatik und Mathematik an der Technischen Universität München. Ab 1992 war er wissenschaftlicher Mitarbeiter am Lehrstuhl Software & Systems Engineering, promovierte 1996 und habilitierte sich 2003 an der TU München.
Von 2003 bis 2008 war Bernhard Rumpe Leiter des Instituts für Software Systems Engineering an der TU Braunschweig. Seit dem 1. Januar 2009 ist er Leiter des Lehrstuhls Software Engineering an der RWTH Aachen.
Er liefert Beiträge zur Semantik und zum Einsatz von Modellierungssprachen in der Softwareentwicklung (Requirements, Architektur, Codegenerierung, Systemkonfiguration, Qualitätsmanagement) auf Basis der von seiner Arbeitsgruppe erstellten Language Workbench MontiCore, die über 80 Sprachkomponenten bereitstellt
. Dabei entstanden eine Reihe von kombinierbaren Sprachen, wie etwa die UML/P, die Architekturmodellierung um MontiArc und mehrere Delta-Modellierungssprachen für Variantenmodellierung.
Zahlreiche Projekte im Bereich Automotive beschäftigen sich mit Architektur, Qualitäts- und Anforderungsmanagement im Fahrzeug sowie mit intelligenter Fahrerassistenz bis hin zu autonom fahrenden Autos. Er leitete unter anderem die Teilnahme der TU Braunschweig an der DARPA Urban Challenge. 2001 gründete er gemeinsam mit seinem Kollegen Robert France das Springer International Journal on Software and Systems Modeling (SoSyM) und ist dort als Editor-In-Chief tätig. 1999 gründeten Jean Bezivin, Robert France, Pierre-Alain Muller und Bernhard Rumpe die UML/Models-Konferenzserie.
Seit 2016 ist er Mitglied des Hochschulbeirats der adesso SE.
2023 wurde Rumpe zum Mitglied der Deutschen Akademie der Technikwissenschaften (acatech) gewählt.

## Monographien (Auswahl)
- B. Rumpe, K. Hölldobler, O. Kautz: MontiCore Language Workbench and Library Handbook: Edition 2021. Aachener Informatik-Berichte, Software Engineering Band 48. ISBN 978-3-8440-8010-0. Shaker Verlag, Mai 2021.
- Benoit Combemale, Robert France, Jean-Marc Jézéquel, Bernhard Rumpe, Jim Steel, Didier Vojtisek: Engineering Modeling Languages: Turning Domain Knowledge into Tools. Chapman & Hall/CRC, November 2016, ISBN 978-1-4665-8373-3.
- Bernhard Rumpe: Modeling with UML: Language, Concepts, Methods, 3rd Edition: Springer Berlin, 2016, ISBN 978-3-319-33933-7.
  - an English version of Modellierung mit UML, 2te Auflage, Berlin: Springer, 2011, ISBN 978-3-642-22412-6.
- Bernhard Rumpe: Agile Modellierung mit UML: Codegenerierung, Testfälle, Refactoring, 2te Auflage: Springer Berlin, 2012, ISBN 978-3-642-22429-4.
- Bernhard Rumpe, Horst Lichter. Entwicklung und Evolution von Forschungssoftware., Rolduc, 10.–11. November 2011. Aachener Informatik-Berichte, Software Engineering Band 14. 2012. Shaker Verlag, ISBN 978-3-8440-1600-0.
- Bernhard Rumpe: Agile Modellierung mit UML, Berlin: Springer Berlin, 2004, ISBN 978-3-540-20905-8.
- Bernhard Rumpe: Modellierung mit UML, Berlin: Springer, 2004, ISBN 978-3-540-20904-1.
- Marcus Fontoura, Wolfgang Pree, Bernhard Rumpe: The UML Profile for Framework Architectures. Addison-Wesley. 2001.
- Manfred Broy, Bernhard Rumpe. Übungen zur Einführung in die Informatik., 2te Auflage, Springer, 2001, ISBN 978-3-540-63549-9.
- Bernhard Rumpe: Formale Methodik des Entwurfs verteilter objektorientierter Systeme, München: Utz, Wiss., 1996, ISBN 978-3-89675-149-2.